# Giang Lăng
Giang Lăng (chữ Hán giản thể:江陵县, Hán Việt: Giang Lăng huyện) là một huyện thuộc địa cấp thị Kinh Châu, tỉnh Hồ Bắc, Cộng hòa Nhân dân Trung Hoa. Huyện này có diện tích 980,1 km², dân số năm 2004 là 370.000 người. Huyện Giang Lăng được chia thành các đơn vị hành chính gồm 7 trấn và 2 hương.
- Trấn: Tư Thị, Than Kiều, Hùng Hà, Bạch Mã Tự, Sa Cương, Phổ Tế, Hác Huyệt.
- Hương: Mã Gia Trại, Tần Thị.

## Lịch sử
Vào thời kỳ Nam-Bắc triều, năm 553, Giang Lăng trở thành thủ đô của triều Lương khi Tiêu Dịch (tức Lương Nguyên Đế) xưng đế. Sau này khi Tiêu Dịch bị giết, Tiêu Sát (tức Tây Lương Tuyên Đế) lập ra triều Hậu (Tây) Lương và định đô tại Giang Lăng.
Vào thời kỳ nhà Đường, Giang Lăng là thủ đô ở phía nam và được gọi là Nam Đô (南都).
Sau này ở thời kỳ Ngũ Đại Thập Quốc, Giang Lăng trở thành thủ đô của nước Kinh Nam tồn tại từ năm 924 tới năm 963 cho tới khi bị nhà Tống sáp nhập.

## Phong cảnh

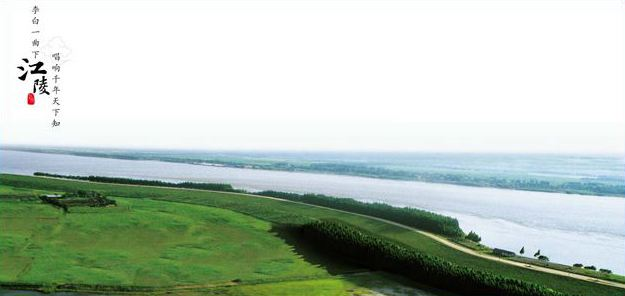
Phong cảnh Giang Lăng